# Trypanaeus hispaniolus
Trypanaeus hispaniolus är en skalbaggsart som beskrevs av Chatzimanolis, Caterino och Engel 2006. Trypanaeus hispaniolus ingår i släktet Trypanaeus och familjen stumpbaggar. Inga underarter finns listade i Catalogue of Life.